# Cyril Holmes
Cyril Butler Holmes (* 11. Januar 1915 in Bolton, Greater Manchester; † 21. Juni 1996 ebenda) war ein britischer Sprinter.

## Leben
Cyril Butler gewann 1935 gewann bei den Internationalen Studentenspielen Silber über 200 Meter. Bei den Olympischen Spielen 1936 in Berlin schied er über 100 Meter im Viertelfinale aus. 1937 gelang ihm bei den Internationalen Studentenspielen ein Doppelsieg über 100 und 200 Meter.
Bei den British Empire Games 1938 in Sydney siegte er über 100 Yards, 220 Yards und holte mit der englischen 4-mal-110-Yards-Stafette Silber.
1937 wurde er Englischer Meister über 100 Yards, 1939 über 220 Yards und 1936 sowie 1937 über 70 Yards in der Halle.
1947 und 1948 gehörte er dreimal zum Aufgebot der englischen Rugby-Union-Nationalmannschaft.

## Persönliche Bestzeiten
- 100 yds: 9,7 s, 22. Januar 1938, Sydney
- 100 m: 10,5 s, 13. August 1939, Zürich
- 220 yds: 21,2 s, 10. Februar 1938, Sydney (entspricht 21,1 s über 200 m)